# Ophionellus danieli
Ophionellus danieli là một loài tò vò trong họ Ichneumonidae.